# 普門院 (飯田市)

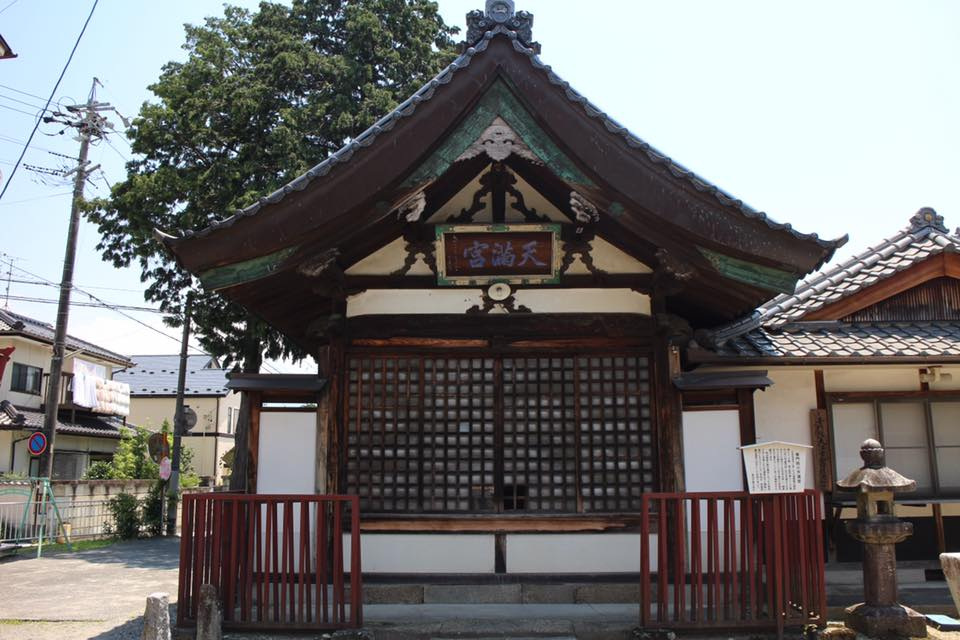
天満天神社社殿

普門院（ふもんいん）は、かつて長野県飯田市馬場町3丁目・二本松・仲ノ町に明治初年まであった真言宗の寺院である。

## 歴史
飯田城の鬼門を守護する祈祷寺として飯田藩藩主・堀家に庇護され、飯田城下の寺院を統括する触頭の役割を与えられたが、明治維新の神仏分離以後は廃寺となった。現在、天満天神社として残る天満宮は、かつて藩祖三代の霊を祀った同寺の鎮守であった。

## 現状
廃寺の後、普門院の山門は長久寺（飯田市諏訪町）へ、通用門が願王寺（飯田市鼎上山）へ移築され、跡地には天満天神社（天満宮）が残っている。天満天神社の現在の社殿は1721年（享保6年）に改築され、堀家の家紋「丸に向梅」がつけられている。

## 糸桜
天満天神社と道路を隔てた北側に糸桜（シダレザクラ）と歌碑がある。現在の跡地にあるものは三代目で推定樹齢約40年。この桜は、もともと普門院の中に祀られていたもので、廃寺の時に願王寺に移されたが、祠のみ旧地に戻された。
歌碑には堀親寚の奥方成子の自筆の和歌
が刻まれている。

## ギャラリー

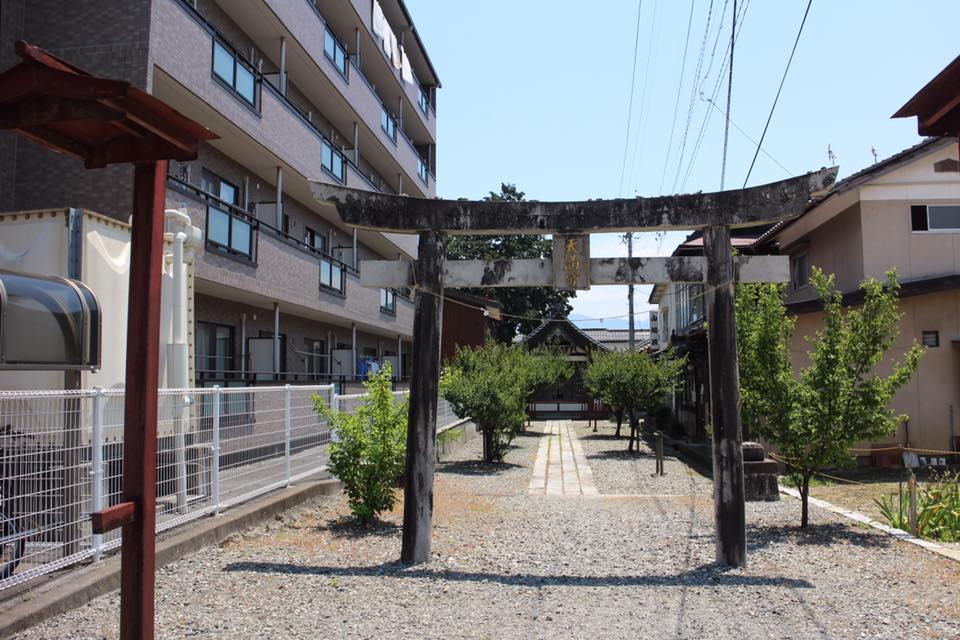
鳥居
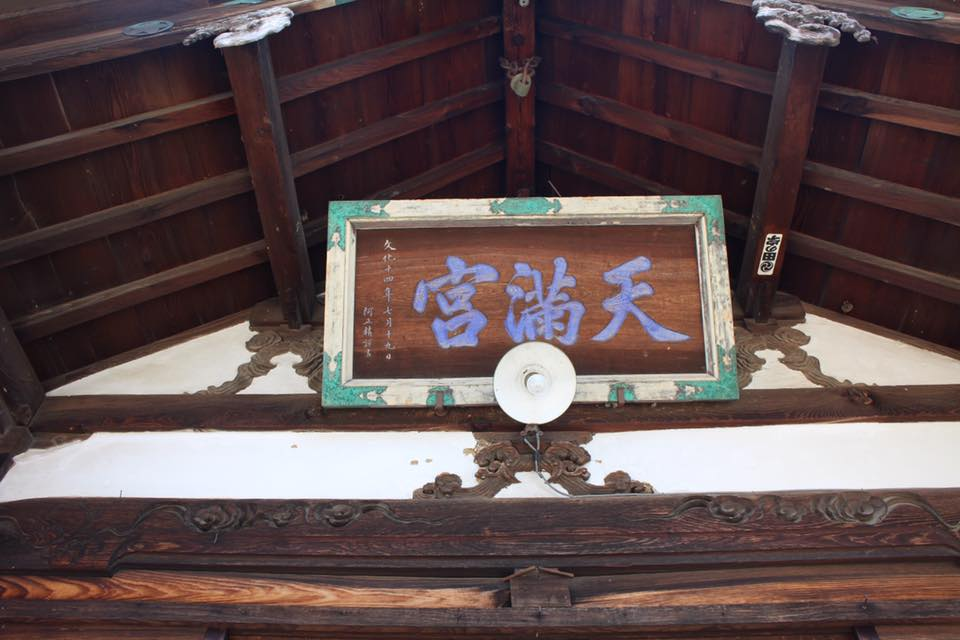
扁額
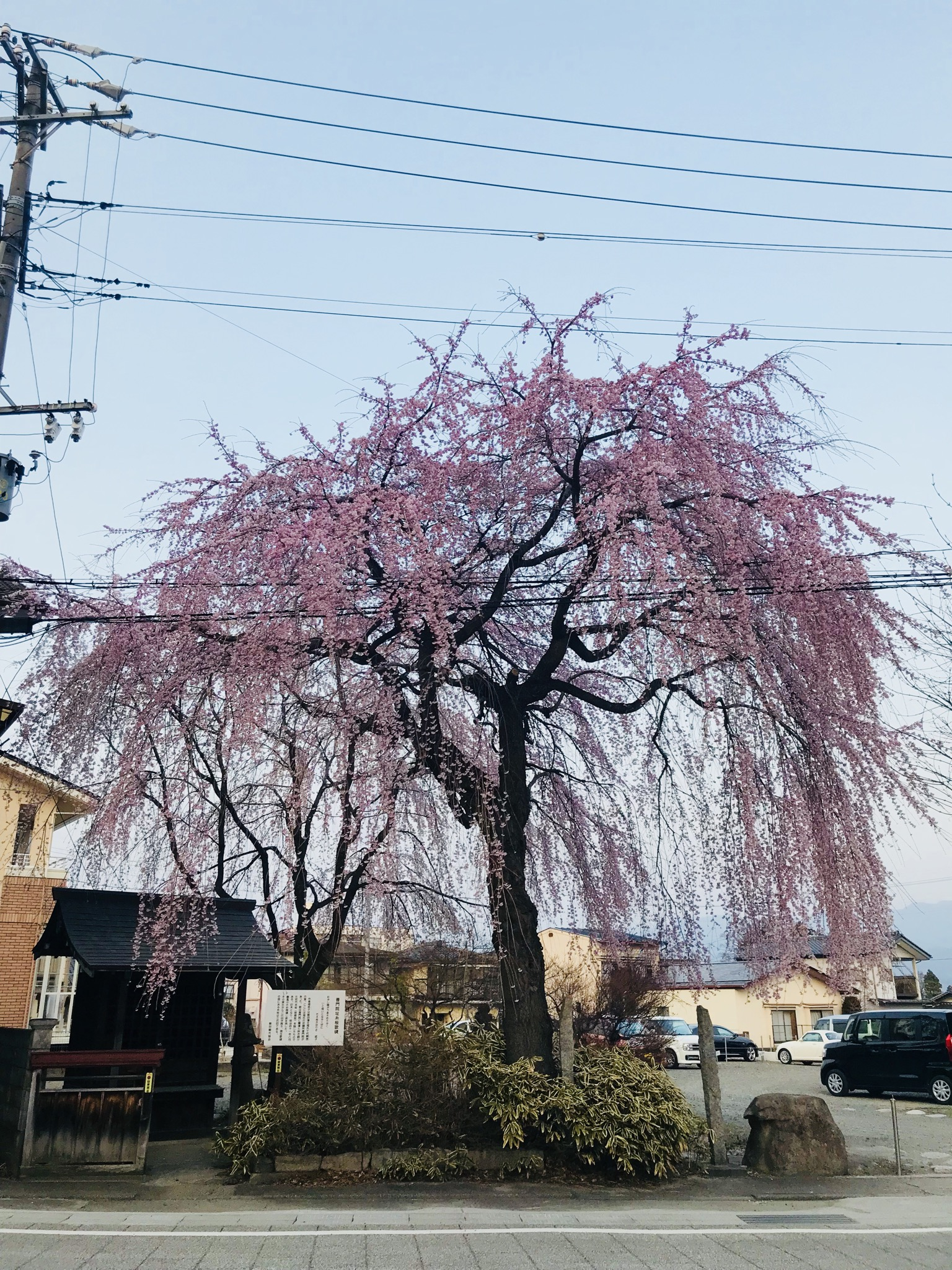
普門院の糸桜